# Andecaver

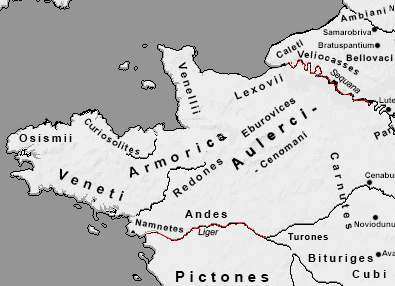
Keltische Stämme der Aremorica, in der Kartenmitte die Andes (Andecaver)

Andecaver, auch Andekaver oder Andes, war der Name eines keltischen Stammes, der seine Wohnsitze an der unteren Loire (Liger) hatte. Im Namen der Stadt Angers – in der Römerzeit Iuliomagus genannt – ist der Stammesname noch heute enthalten.
Während der Gallienfeldzüge Caesars ging im Winter 57/56 v. Chr. von der (heutigen) Normandie und Bretagne ein Aufstand gegen die Römer aus. Diese antirömische Allianz bestand aus den Keltenvölkern der Veneter, Osismier, Curiosoliten, Redonen, Namneten, Ambiliaten, Andecaver (hier Andes genannt), Veneller, Lexovier und Aulerker. Nachdem die Hauptmacht der Veneter in einer Seeschlacht gegen die römische Flotte unter Decimus Iunius Brutus Albinus unterlegen war und eine Landschlacht in der Normandie ebenfalls verloren ging, brach der Aufstand zusammen.
Ein neuerlicher Aufstand gemeinsam mit den Turonen im Jahr 21 n. Chr. wurde von vier Legionen unter der Führung des Tribuns der Legio I Germanica, Torquatus Novellius Atticus, niedergeschlagen.